# Prieuré hospitalier de Voulaines-les-Templiers
Le prieuré hospitalier de Voulaines-les-Templiers est un prieuré de l'ordre du Temple dévolu ensuite à l'ordre de Saint-Jean de Jérusalem. Il s'agit du seul prieuré du grand prieuré de Champagne.
Le prieuré est très dégradé par le fait d'un propriétaire, Joseph Pétot, qui, en octobre 1847, fit des fouilles avec un explosif récemment mis au point, la nitrocellulose, à la recherche du trésor des Templiers. Il ne trouva que des pièces de monnaie du XVe siècle, les unes en cuivre, les autres d'argent et une seule en or de mauvais aloi. Toutes excepté cette dernière, qui est d'un évêque d'Utrecht, appartenaient à la France, à la Suisse ou à l'Italie.

## Localisation
Le prieuré est situé au sud-est du chef-lieu de Voulaines-les-Templiers. Noté "château" sur la carte IGN.

## Histoire

### Les Templiers
Les Templiers installent aux confins du XIIe et du XIIIe siècle une maison du Temple à Voulaines, petit village dont l'établissement est antérieur au Ve siècle et qui dépend alors de l'évêque de Langres et des comtes de Champagne. Voulaines dépend à ce moment-là de la commanderie de Bure. Selon le témoignage de Jean de Chalon Gérard de Villiers, précepteur de France, et Hugues de Chalon y aurait conduit trois chariots chargés du trésor de l'Ordre peu avant le déclenchement des persécutions de 1312.

### Les Hospitaliers
À la chute du Temple les Hospitaliers de l'ordre de Saint-Jean de Jérusalem en obtiennent la dévolution qu'ils conservent jusqu'à la Révolution française. Dès 1375, Voulaine devient le siège du prieur de Champagne. Renforcé d'importantes fortifications par Jean Garnier d'Angeux entre 1362 et 1364, l'ancien château est en grande partie reconstruit par Michel de Sèvre, conseiller d'État et prieur de Champagne de 1572 à 1590.
Le 10 août 1797, le château est mis en vente comme bien national. Acquis par Monsieur Cousturier, maître des forges à Froidvent, l'ensemble des bâtiments est presque entièrement détruit après la Révolution. Le château démoli en 1825 comprenait notamment une grosse tour carrée très élevée. Le château actuel a été reconstruit à cette date au même emplacement par Joseph Pétot, fils du dernier archiviste du grand prieuré de Champagne.

## Le prieuré
« Le château et maison forte de Voulaines, est d'une grande étendue, clos de murailles épaulées par dix tours de 50 pas en 50 pas. Cette muraille est bordée d'un fossé qui l'isole des attaques de ses ennemis. L'entrée est munie d'une grande et grosse porte, d'une herse, d'un pont-levis. Dans l'enclos, à gauche est le logis du portier. Vient ensuite la basse-cour, où au fond et sur les côtés on trouve un grand colombier, une forge, des écuries et des étables; puis un pavillon contenant des chambres hautes et basses pour le logement du capitaine du château; enfin une fontaine d'eau vive et courante au milieu de cette basse-cour. De là, on entre par un pont en pierre dans la cour principale qui est entourée de murailles crénelées flanquées de cinq tours construites en pierres de taille à bossages, et au pied de cette muraille et des tours il y a un fossé plein d'eau, revêtu en pierres, large de 60 pieds. Au milieu de cette cour s'élève un donjon à quatre côtés, dont le côté qui est face à l'entrée est muni de quatre tourelles, tandis que les trois autres côtés du donjon sont flanqués d'une grosse tour chacun. Les tourelles, tout comme les tours, sont recouvertes d'ardoises. »
Au rez-de-chaussée du donjon et sur le côté face à l'entrée, on y trouve la chapelle voûtée, longue de 48 pieds et large de 24 pieds ; puis la salle des gardes avec quatre grandes fenêtres dont les verres sont en couleur et armoriés de la croix de l'Ordre. Au bout de la façade se trouve la chambre du Frère secrétaire, et à l'autre extrémité les cuisines.
Au premier étage, il y a une grande salle pour la tenue des chapitres ayant quatre fenêtres aux verres colorés et armoriés ; à côté et placée au centre de l'étage, la chambre du commandeur et dans chacune des tourelles se trouve un cabinet qui lui est réservé ; à la suite du logement du commandeur, se trouve le logement de l'argentier avec cabinet dans une tourelle fermée par une porte de fer, servant à garder les chartes, papiers, titres et autres de la maison.
Les autres tours sont toutes construites de la même manière, avec des galeries hautes et basses auxquelles on accède par des escaliers en pierre pour communiquer dans toutes les pièces. Ces galeries sont soutenues par des colonnes en pierres sculptées et ouvragées, ce qui donne une impression de cloître. 
- la deuxième tour juste après celle du commandeur : on y trouve les sommelleries (caves), les fours, la rôtisserie ; à l'étage, les chambres des novices, des servants, et aussi des magasins,
- la troisième tour : il y a des chambres hautes et basses pour les servants, dont l'une est réservée pour les frères prêcheurs de passage, et une autre pour la malgouverne,
- la quatrième tour : elle est dite « tour du lion » et contenait l'arsenal où l'on trouve des piques, arquebuses, pistoles et vieilles armures,
- la cinquième tour : celle du garde-manger, avec tout en haut la lingerie et les chambres des valets de basse-cour.

Aujourd'hui il n'en reste essentiellement qu'une tour qui abritait la chapelle privée du prieur. Il existe une grande maison bourgeoise dite « le château de Voulaines » qui date de 1825, construit par Joseph Pétot à l'emplacement de certains bâtiments[réf. souhaitée].